# Дідьє Маруані
Дідьє Маруані (фр. Didier Marouani; псевдонім — Екама, фр. Ecama; нар. 14 липня 1953, Монако) — французький музикант, композитор і клавішник, лідер групи «Space». Один з піонерів у електронній музиці.

## Біографія
У віці 17 років почав музичну кар'єру як вокаліст під керівництвом Етьєна Рода-Жіля. Закінчив Паризьку консерваторію.
У 1976 році разом з Роланом Романеллі і Янніком Топом заснував групу «Space», яка виконувала музику в стилі синтіпоп. Для роботи в групі взяв псевдонім Екама, а на концертах разом з іншими музикантами приховував обличчя шоломом бутафорського скафандра. Те, що співак Маруані та клавішник «Space» — та сама особа, стало відомо вже після виходу альбому. Група багато записувалася, але в неї практично не було концертів. Запланований великий виступ на Паризькій площі кілька разів зривався, і після чергового такого випадку Маруані звинуватив у провалі продюсера групи Жана-П'єра Іліеско, який вів переговори з мерією Парижа, і в 1980 році покинув групу.
Маруані повернувся до сольної кар'єри і виступав під назвами «Paris-France-Transit» і «Didier Marouani & Space». Пізніше в свою електронну музику він привніс мотиви рок-музики. Романеллі і Топ зберегли за собою назву «Space». Матеріал для нового альбому був написаний Романеллі, але диск, випущений без Маруані, не мав успіху. Випустивши ще один сингл, група розвалилася в 1981 році.
У 1983 році Маруані відвідав з серією концертів СРСР, продемонструвавши лазерні шоу. Дідьє записав два сольні альбоми: «Paris-France-Transit» і «Space Opera». Останній альбом космонавти взяли  на станцію «Мир». У 1990 році Маруані знову здобув право виступати під назвою «Space», і в 1992 році дає серію концертів у Росії та  Україні.
У січні 1990 — на прохання європейських космічних організацій (ES.A, C.N.E.S, ARIANESPACE), Дідьє дає мега-концерт на честь десятиліття створення ракети ARIANE, який зібрав понад 40 000 глядачів у місті Каєнна (Гвіана).
Маруані — автор музики до мюзиклу  «Травнева мрія» (Le Reve de Mai, 1978), присвяченому протестам 1968 року у Франції.
29 листопада 2016 року російська поліція затримала в Москві у відділенні Сбербанку Маруані та його адвоката Ігоря Трунова через те, що він намагався врегулювати з Філіпом Кіркоровим питання про порушення останнім авторського права.
Знявся в епізодичній ролі в українському короткометражному фільмі в жанрі sci-fi «Ідеальний друг» режисера Сергія Альошечкіна, прем'єра якого запланована у 2025 році.

## Дискографія
- 1973 рік — Didier
- 1974 рік — Didier Marouani
- 1979 рік — Le Gagnant
- 1981 рік — Seul Dans la Ville
- 1982 рік — Paris-France-Transit
- 1983 рік — Concerts en URSS (концертний)
- 1984 рік — Années Laser
- 1984 рік — Debut des Moms (перевидання Années Laser)
- 1987 рік — Space Opera
- 1991 рік — Space Magic Concerts (концертний)

## Фільмографія
- 2025 рік — Ідеальний друг (Україна)[6]